# 2273 Yarilo
A 2273 Yarilo (ideiglenes jelöléssel 1975 EV1) a Naprendszer kisbolygóövében található aszteroida. Ljudmila Ivanovna Csernih fedezte fel 1975. március 6-án.